# Stads- och kommunhistoriska institutet
Stads- och kommunhistoriska institutet, grundat 1919 som Stadshistoriska institutet, är ett svenskt forskningsinstitut som idag har en ledande ställning inom svensk och nordisk urbanhistoria.

## Verksamhet
Institutet har ett övergripande ansvar för svensk stads- och kommunhistoria och bedriver egen forskning, samarbetar med andra urbanhistoriskt intresserade inom och utom landet, anordnar konferenser och ger ut publikationer. Institutets föreståndare är innehavaren av professuren i historia med särskild inriktning på stads- och kommunhistoria vid Stockholms universitet, sedan 2015 Heiko Droste.
Stadshistoriska nämnden utgör institutets styrelse och består av sju medlemmar varav fyra valda av Sveriges Kommuner och Landsting, två valda av Stads- och kommunhistoriska samfundet samt en vald av Stockholms universitet. Sekreterare i nämnden är Heiko Droste.
Sedan 1994 delar institutet ut Yngve Larssons pris för stads- och kommunhistoriska insatser, instiftat av Svenska Kommunförbundets styrelse.

## Historik

### Grundande
Förberedelser för ett stadshistoriskt institut hade börjat i mars 1917 inom föregångaren till kommunförbundet, Svenska stadsförbundet. Drivande var dåvarande förste sekreteraren i Svenska stadsförbundet och sedermera borgarrådet och stadskollegieordföranden i Stockholm Yngve Larsson, som även ledde arbetet med finansieringen. Han samarbetade med historikerna Nils Ahnlund och Nils Herlitz, och Ahnlund hade författat en promemoria som bland annat underströk vikten av att uppmärksamma det kommande 300-årsjubileet av de av Gustav II Adolf inrättade stadsprivilegierna. Efter att finansiering säkerställts från bland andra K.A. Wallenberg och Pehr Swartz ägde det konstituerande mötet rum i Börshuset i Stockholm den 7 juni 1919.
Yngve Larsson blev senare nämndens ordförande under 21 år, 1949-1970.

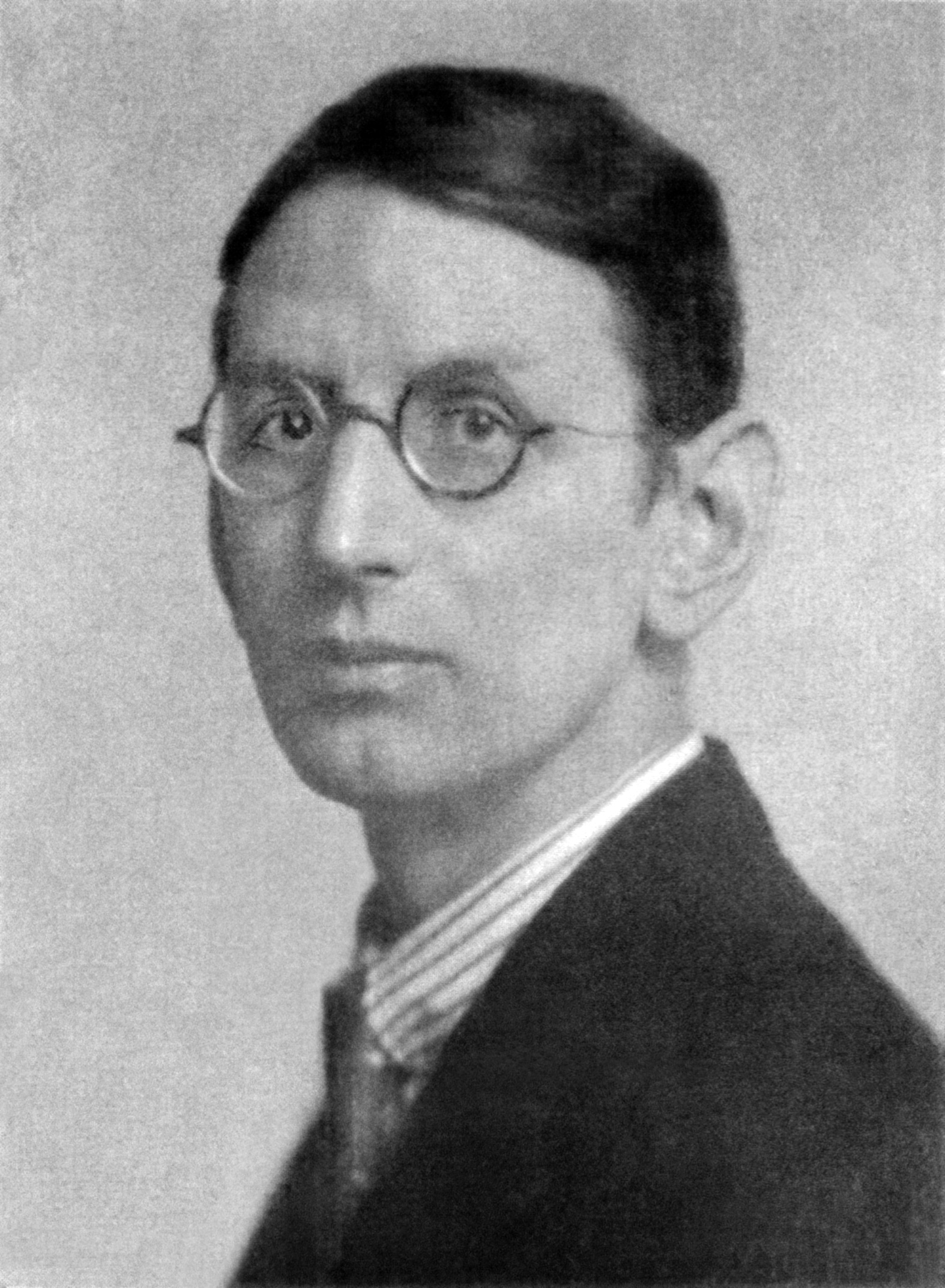
Yngve Larsson
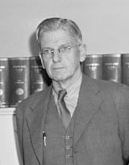
Nils Herlitz
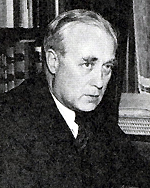
Nils Ahnlund

### Föreståndare
- Professor Nils Herlitz 1919-1927
- Professor Nils Ahnlund 1927-1936
- Professor Folke Lindberg 1936-1970
- Professor Ingrid Hammarström 1970-1989
- Professor Christer Winberg 1989-1990
- Professor Lars Nilsson 1990-2015
- Professor Heiko Droste 2015-

## Utgivning (urval)
Institutet ger ut serien Studier i stads- och kommunhistoria (ISSN 0284-1193), däribland:
- Deland, Mats (2001) (på Engelska). The Social City : Middle-way approaches to housing and sub-urban golvernmentality in southern Stockholm, 1900-1945. Studier i stads- och kommunhistoria, 0284-1193 ; 23. Stockholm: Stads- och kommunhistoriska institutet. Libris 7776235. ISBN 91-88882-17-9. http://su.diva-portal.org/smash/record.jsf?pid=diva2:189679